# Гран-при по дзюдо в Баку 2011

Логотип Гран-при

Гран-при по дзюдо проходил с 6 по 8 мая 2011 года в Баку. Это соревнование стало первым лицензионным турниром к Олимпийским играм 2012, которые пройдут в Лондоне.
На соревнованиях участвовало 339 дзюдоистов (204 мужчины и 135 женщин), которые представляли 49 стран мира.

## Результаты соревнований

### Мужчины
| Дисциплина   | Золото                         | Серебро                         | Бронза                       |
| ------------ | ------------------------------ | ------------------------------- | ---------------------------- |
| До 60 кг     | Амиран Папинашвили Грузия      | Болдбатар Чимед-Йондон Монголия | Вальттери Ёкинен Финляндия   |
| До 60 кг     | Амиран Папинашвили Грузия      | Болдбатар Чимед-Йондон Монголия | Георгий Зантарая Украина     |
| До 66 кг     | Рок Дракшич Словения           | Сугои Уриарте Испания           | Франческо Фаральдо Италия    |
| До 66 кг     | Рок Дракшич Словения           | Сугои Уриарте Испания           | Михаил Пуляев Россия         |
| До 73 кг     | Навруз Джуракобилов Узбекистан | Мирали Шарипов Узбекистан       | Декс Элмонт Нидерланды       |
| До 73 кг     | Навруз Джуракобилов Узбекистан | Мирали Шарипов Узбекистан       | Яромир Жезек Чехия           |
| До 81 кг     | Оле Бишоф Германия             | Эльхан Раджабли Азербайджан     | Леандру Гильейру Бразилия    |
| До 81 кг     | Оле Бишоф Германия             | Эльхан Раджабли Азербайджан     | Артём Василенко Украина      |
| До 90 кг     | Дилшод Чориев Узбекистан       | Кирилл Вопросов Россия          | Каролис Баужа Литва          |
| До 90 кг     | Дилшод Чориев Узбекистан       | Кирилл Вопросов Россия          | Эльхан Мамедов Азербайджан   |
| До 100 кг    | Хенк Грол Нидерланды           | Рамзиддин Саидов Узбекистан     | Даниель Брата Румыния        |
| До 100 кг    | Хенк Грол Нидерланды           | Рамзиддин Саидов Узбекистан     | Ариэль Зеэви Израиль         |
| Свыше 100 кг | Ислам эль-Шехаби Египет        | Игорь Макаров Белоруссия        | Станислав Бондаренко Украина |
| Свыше 100 кг | Ислам эль-Шехаби Египет        | Игорь Макаров Белоруссия        | Владимир Оснахс Латвия       |